# 租稅扣抵
租稅扣抵是一种税收激励措施，是指一國的政府允許納稅人用一個地方（甲稅）上繳的稅收來抵扣另一個地方（乙稅）要上繳的稅收，即總共要上交的稅收是乙稅-甲稅的稅收。 